# Jep Muus
Jep Muus (død 14. september 1394) var en dansk ridder og en af dronning Margretes betroede stormænd.
Han var formodentlig søn af den ridder Niels Jensen Muus i Sjælland, der 1365 optræder som arving efter en ældre Jep Muus, der havde været pantebesidder af Højby i Ods Herred. Den yngre Jep Muus nævnes 1366, ligeledes i Sjælland, men senere var han nærmest knyttet til landene hinsides Sundet. Han havde Elfsborg i pant til 1377, da dronningen indløste pantet. Derefter blev han foged på Lindholm og beseglede i denne egenskab 1380 den skånske adels forening til kirkens værn, ligesom han 1387 deltog i denne adels hyldning. 1389 var han foged på Varberg og blev samme år ridder. Året efter var han høvedsmand på Helsingborg, og sagnet vil vide, at han også har været befalingsmand på Laholm.
Jep Muus har imidlertid ikke efterladt sig noget godt eftermæle. Ikke blot klagede Hansestæderne over, at han drev sørøveri efter en stor målestok, men efter hans død kom det op, at et skøde, hvormed han havde tilegnet sig fru Marine Jensdatters hovedgård Højby i Skåne, var falsk; han havde kun haft gården i pant, men den var i tide blevet indløst. Jep Muus havde benyttet fruens signet uden hendes vilje og havde med sit følge ved trussel på livet tvunget to kanniker i Lund til at besegle det falske brev. Følgelig blev Højby fradømt hans arvinger. Men Jep Muus stod i stor gunst hos dronning Margrete, der efter sagnet tvang den unge Jomfru Kirsten Pedersdatter Thott til at ægte den aldrende herre, der havde bortført hende fra Bosø Kloster, og det skønt Kirsten var tilsagt Mogens ("Holger") Munk, Et andet sagn om, at hun efter sit bryllup på Helsingborg gav Jep Muus en guldring med en indsmeltet kobbernagle og indskriften: "Arte dig Kobbernagle, du ligger i Guld", dermed sigtende til hans egen ringe herkomst i sammenligning med hendes, savner historisk baggrund, thi Jep Muus var næppe af ringere herkomst; han kalder den ovennævnte frue på Højby for søster, og hun hørte til en af Skånes ypperste ætter, Galen, og den foran nævnte hr. Niels Jensen Muus fører Thotternes firedelte skjold, så at Jep Muus endog mulig har været af selv samme slægt som sin hoffærdige frue. At hans egne sigiller også viser snart et delt, snart et tredelt skjold, skyldes mulig uefterrettelige gravører.
Jep Muus, der vistnok ejede Ellinge i Skåne, døde 14. september 1394 efter at have stiftet et alter i kirken i Malmø. Der siges, at han blev dræbt af Mogens Munk, som i alt fald ægtede enken. Han er begravet i Gråbrødre Kirke i Ystad.